# Castiglione d'Adda
Castiglione d'Adda là một đô thị ở tỉnh Lodi, vùng Lombardia của Ý. Đô thị này có diện tích 13,11 km2, dân số 4750 người.